# Isbrueckerichthys epakmos
Isbrueckerichthys epakmos är en fiskart som beskrevs av Pereira och Oyakawa 2003. Isbrueckerichthys epakmos ingår i släktet Isbrueckerichthys och familjen Loricariidae. Inga underarter finns listade i Catalogue of Life.